# Aurelia Tizon de Perón
Aurelia Tizón de Perón (18 maart 1902 – 10 september 1938) was de eerste vrouw van de Argentijnse president Juan Perón.

## Karakter
Mede vanwege het feit dat haar (toekomstige) echtgenoot Juan Perón nog geen grote bekendheid had verworven, is er over het leven van Tizón de Péron maar weinig bekend.
Zij is een vrouw geweest die voor Argentijnse begrippen bijzonder goed haar talen sprak. Zo was haar Engels in woord en geschrift in ieder geval goed.

## Huwelijk met Juan Perón
Aurelia Tizón en Juan Perón ontmoetten elkaar in 1925, toen ze lerares was. Een van haar bijnamen was Potota. Zij trouwden op 5 januari 1929.
9 jaar later overleed ze aan de gevolgen van baarmoederhalskanker.
Vanwege het goede Engels van Tizón de Péron vertaalde zij een aantal Engelse militaire tekstboeken voor Juan Perón.
In zijn latere leven, viel het op dat Juan Péron het zelden over zijn eerste huwelijk met Aurelia had. Velen speculeerden over het feit dat hij altijd een zwak voor de jonge Potota is blijven houden en uit respect voor haar vernoemde hij haar niet meer.
Opvallend was dat de tweede vrouw (Eva Perón) waarmee Juan Perón trouwde op 21 oktober 1945, ook vroeg overleed aan de gevolgen van baarmoederhalskanker.

## Kinderen
Het is altijd een mysterie geweest of Juan Perón nu wel of geen kinderen heeft gehad. Hoogstwaarschijnlijk adopteerde hij als liefdadigheid met Aurelia een dochter.